# 布朗維爾 (緬因州)
布朗維爾（英語：Brownville）是一個位於美國緬因州皮斯卡特奎斯縣的鎮。

## 人口
根據2020年美國人口普查的數據，布朗維爾的面積為115.57平方千米，當中陸地面積為114.04平方千米，而水域面積為1.53平方千米。當地共有人口1139人，而人口密度為每平方千米10人。